# Одинокий рейнджер (серия Lego)
Lego The Lone Ranger (рус. Лего Одинокий рейнджер) — серия конструктора Lego, основанная по вестерну 2013 года, «Одинокий рейнджер».
Серия является второй серией Lego, которая связана с диким западом (первая была «Lego Western»). Выпускалась только в 2013 году.

## Наборы серии
Было выпущено 8 наборов по фильму «Одинокий рейнджер», в том числе 2 полибега. Все они были выпущены в 2013 году.

### Наборы
| Артикул | Название                 | Кол-во деталей | Минифигурки                                                                               |
| ------- | ------------------------ | -------------- | ----------------------------------------------------------------------------------------- |
| 79106   | Cavalry Builder Set      | 69             | Одинокий рейнджер, солдат из кавалерии (три)                                              |
| 79107   | Comanche Camp            | 161            | Одинокий рейнджер, Тонто, «Красное колено»                                                |
| 79108   | Stagecoach Escape        | 279            | Одинокий рейнджер, Тонто, Рэд Харрингтон, Баррет, Хесус                                   |
| 79109   | Colby City Showdown      | 587            | Одинокий рейнджер, Тонто, Дэн Рид, Рэй, Фрэнк                                             |
| 79110   | Silver Mine Shootout     | 644            | Одинокий рейнджер, Тонто, Бутч Кавендиш, вождь «Большой медведь», Кайл                    |
| 79110   | Constitution Train Chase | 699            | Одинокий рейнджер, Тонто, Бутч Кавендиш, Ребекка Рид, Дэнни Рид, Джей Фуллер, Лэйтем Коул |

### Полибеги
| Артикул | Название               | Кол-во деталей | Минифигурки       |
| ------- | ---------------------- | -------------- | ----------------- |
| 30260   | Lone Ranger’s Pump Car | 24             | Одинокий рейнджер |
| 30261   | Tonto’s Campfire       | 20             | Тонто             |

## Критика
Хотя отзывы о фильме были скептическими, серия конструктора была положительно оценена критиками. Они отмечали, что серия придаёт намного большее внимание именно тематике вестерна, чем фильм, и тем самым соответствует ожиданиям покупателей — прошлая серия Lego, связанная с Диким западом, вышла на пять лет раньше.